# Skryboniusz
Skryboniusz (gr.: Σκριβονιος, Skribonios) (zm. 15 p.n.e.) – król Bosporu od 17 p.n.e. do swej śmierci. Drugi mąż Dynamis Filoromajos, królowej Bosporu.
Skryboniusz był prawdopodobnie nieprawym synem króla Pontu i Bosporu Farnakesa II Filoromajosa, bowiem podawał się za krewnego Dynamis Filoromajos, córki tego ostatniego. Bardziej prawdopodobne wydaje się, że był z pochodzenia Rzymianinem.
Wykorzystując nadarzającą się okazję do zdobycia władzy, wzniecił bunt przeciw Asandrowi Filokajsarowi Filoromajosowi, legalnemu królowi bosporańskiemu w r. 17 p.n.e. Ten widząc, jak jego wojska opuszczały go na rzecz uzurpatora, który podawał się za krewnego jego żony, wpadł w rozpacz. Z tego powodu postanowił, mając 93 lat życia, zagłodzić się na śmierć.
Dynamis Filoromajos, wdowa po Asandrze, była zmuszona poślubić Skryboniusza. Marek Wipsaniusz Agryppa, rzymski mąż stanu i przyjaciel cesarza Oktawiana Augusta, po odkryciu jego oszustw, uznał go za zdrajcę oraz postanowił skazać na śmierć. Później, by zapobiec pogłębianiu się trudnej sytuacji politycznej, wyznaczył króla Pontu Marka Antoniusza Polemona I Eusebesa Sotera, jako nowego króla bosporańskiego. Ten postanowił poślubić Dynamis, wdowę po Skryboniuszu, w r. 15 p.n.e. Była ona jego pierwszą żoną, a on jej trzecim mężem.